# Musée des Moulages (Paris)
Pour les articles homonymes, voir Musée des moulages.
Le musée des Moulages est un musée parisien situé avenue Claude-Vellefaux, dans le 10e arrondissement, dans l'hôpital Saint-Louis. Créé en 1885, il abrite 4 807 pièces de moulages en cire. 

## Historique
Cet établissement est dû à la volonté du docteur Jean-Louis Alibert. Il est composé d'un musée, d'une partie de cours et d'un laboratoire de moulages. Le bâtiment a été construit par l’architecte Gustave-Léon Vera et inauguré le 5 août 1889. C'est dans le cadre du premier congrès international de dermatologie que la présentation des premiers moulages donne une renommée à cette méthode.
En 1867 le Docteur Lailler demande au sculpteur Belge, Jules Baretta de fabriquer des moulages, parties de corps représentant des maladies dermatologiques soignées à l'hôpital. Cette collection unique au monde témoigne de l'histoire de la médecine et la dermatologie. La méthode des moulages s'est perpétuée jusqu'en 1958. Le fonds comprend aussi des legs de Péan, Parrot et Alfred Fournier.
La première collection est formée du don de dessins par le docteur Alphonse Devergie.
Il est désormais ouvert au public : il accueille plus de 2 000 visiteurs par an.

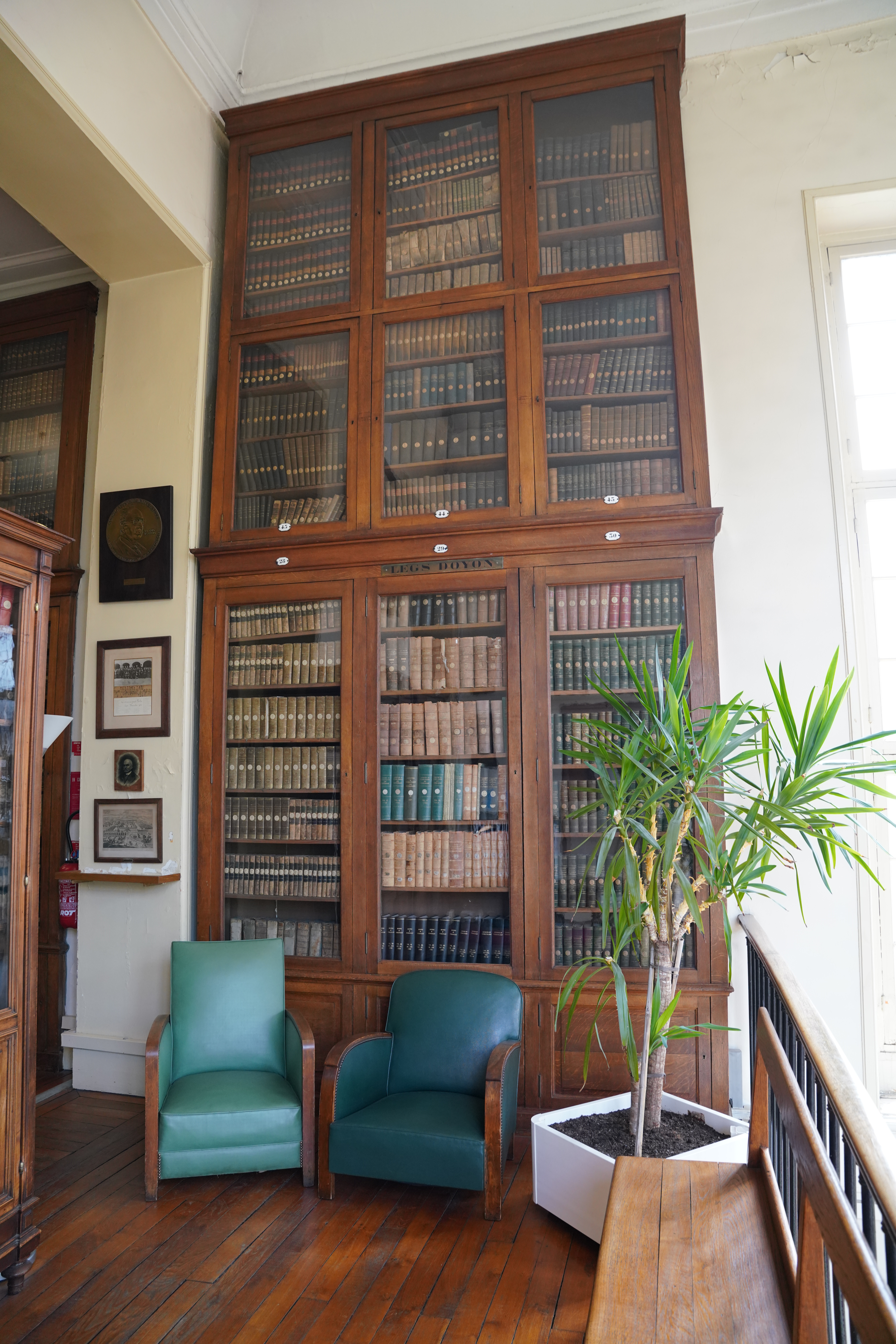
Bibliothèque.

Il abrite aussi la bibliothèque Henri-Feulard.

## Galerie

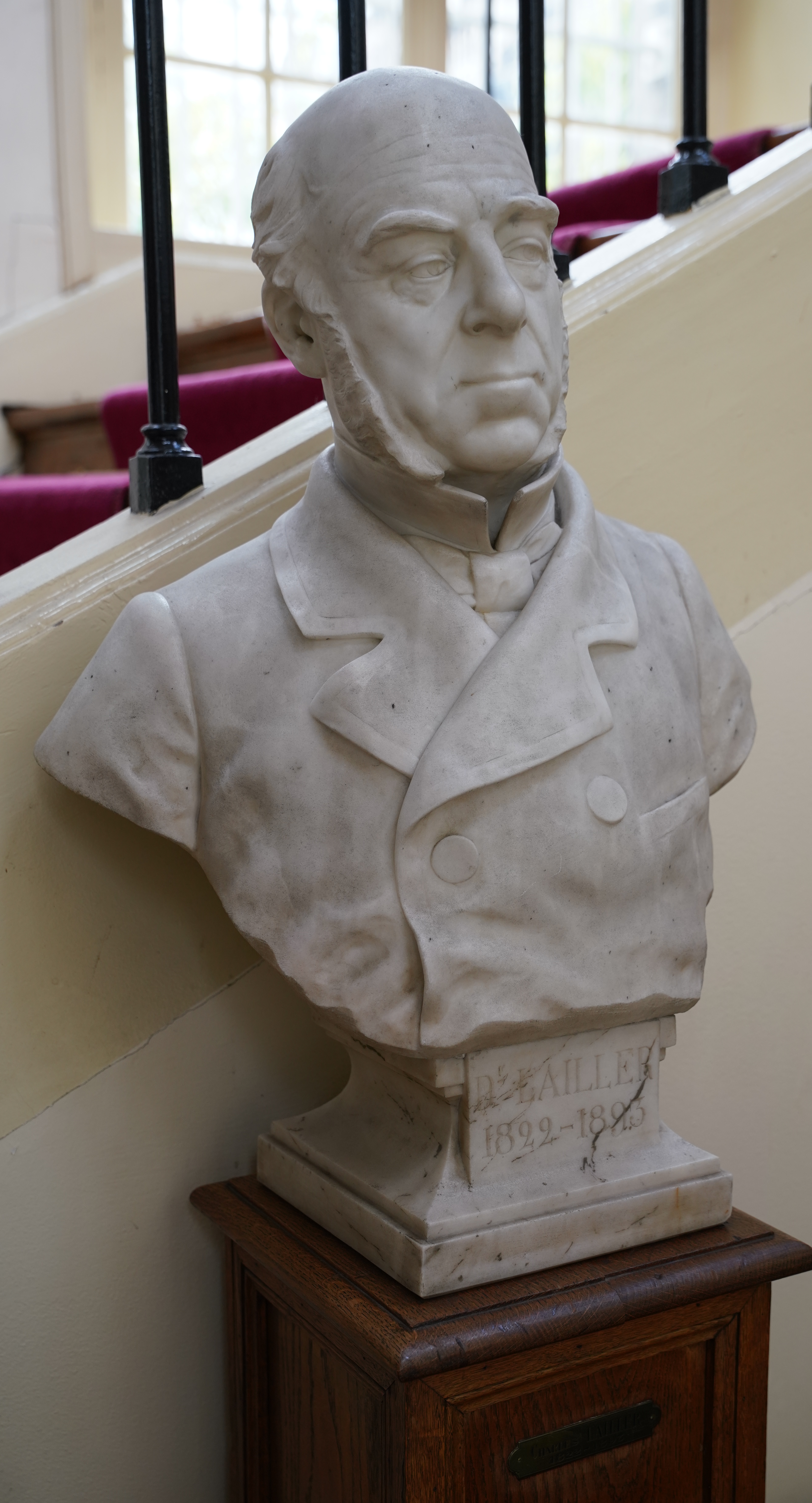
Charles Lailler.
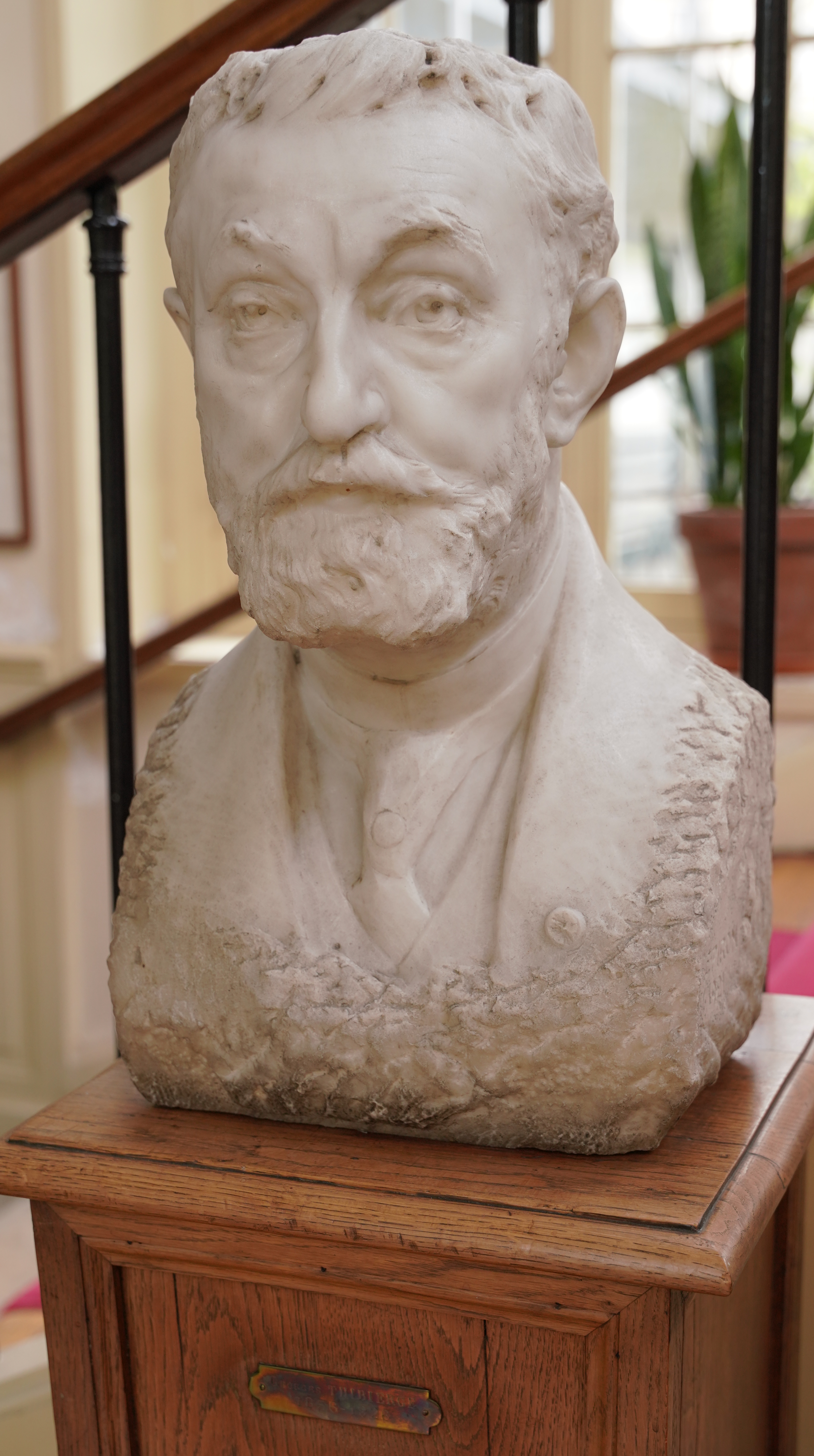
Georges Thiberge.
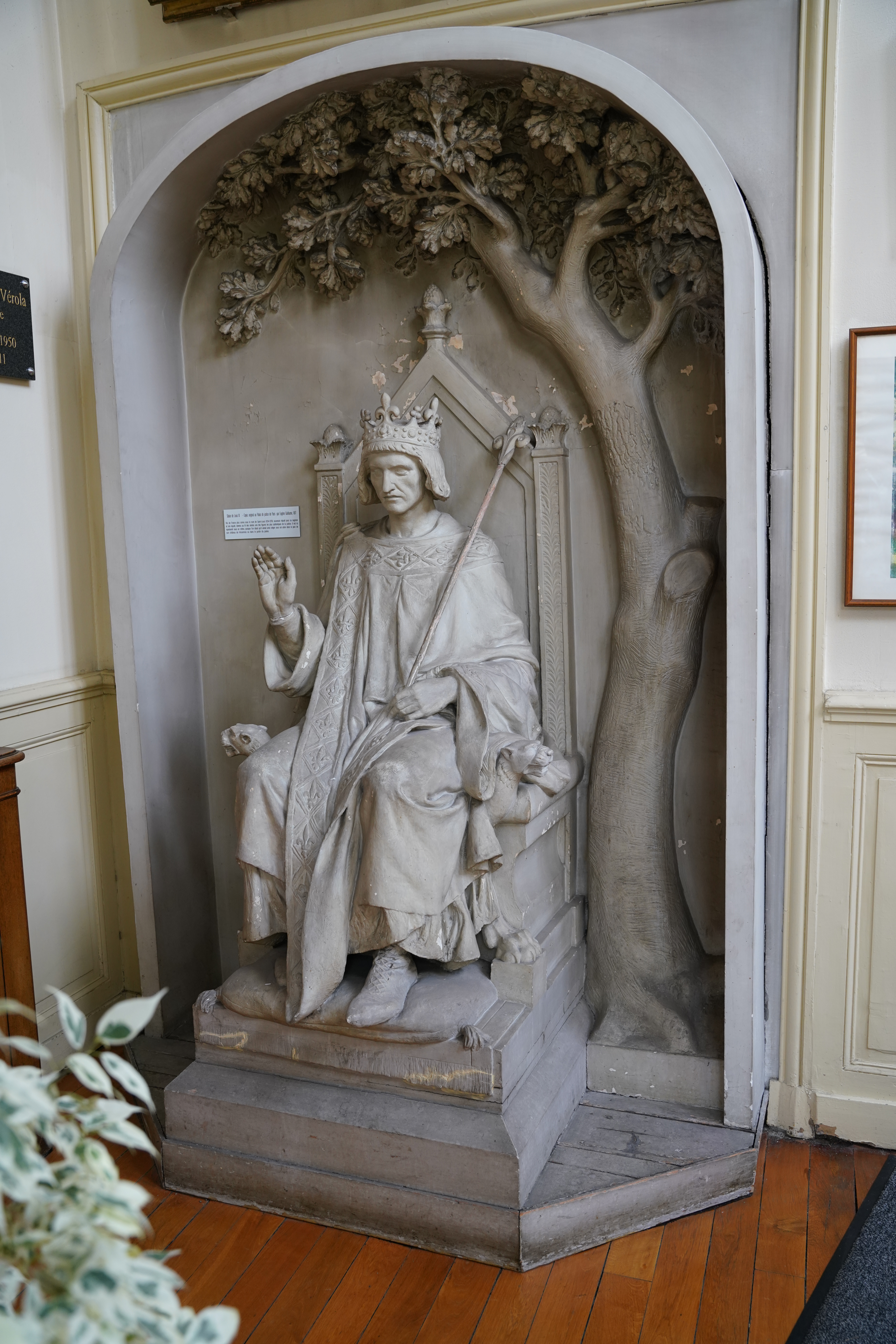
Louis IX.
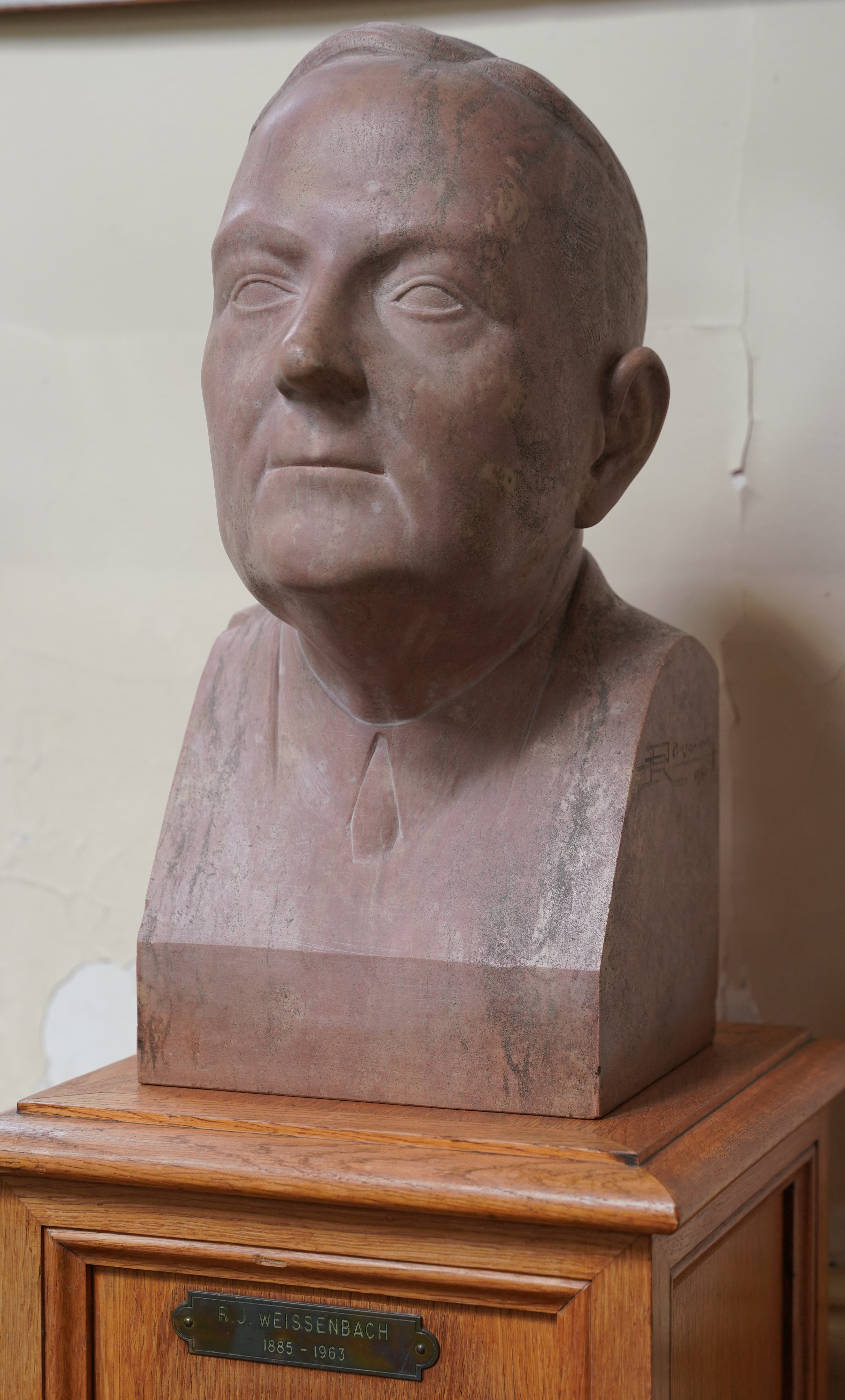
R.-J. Weissembach.
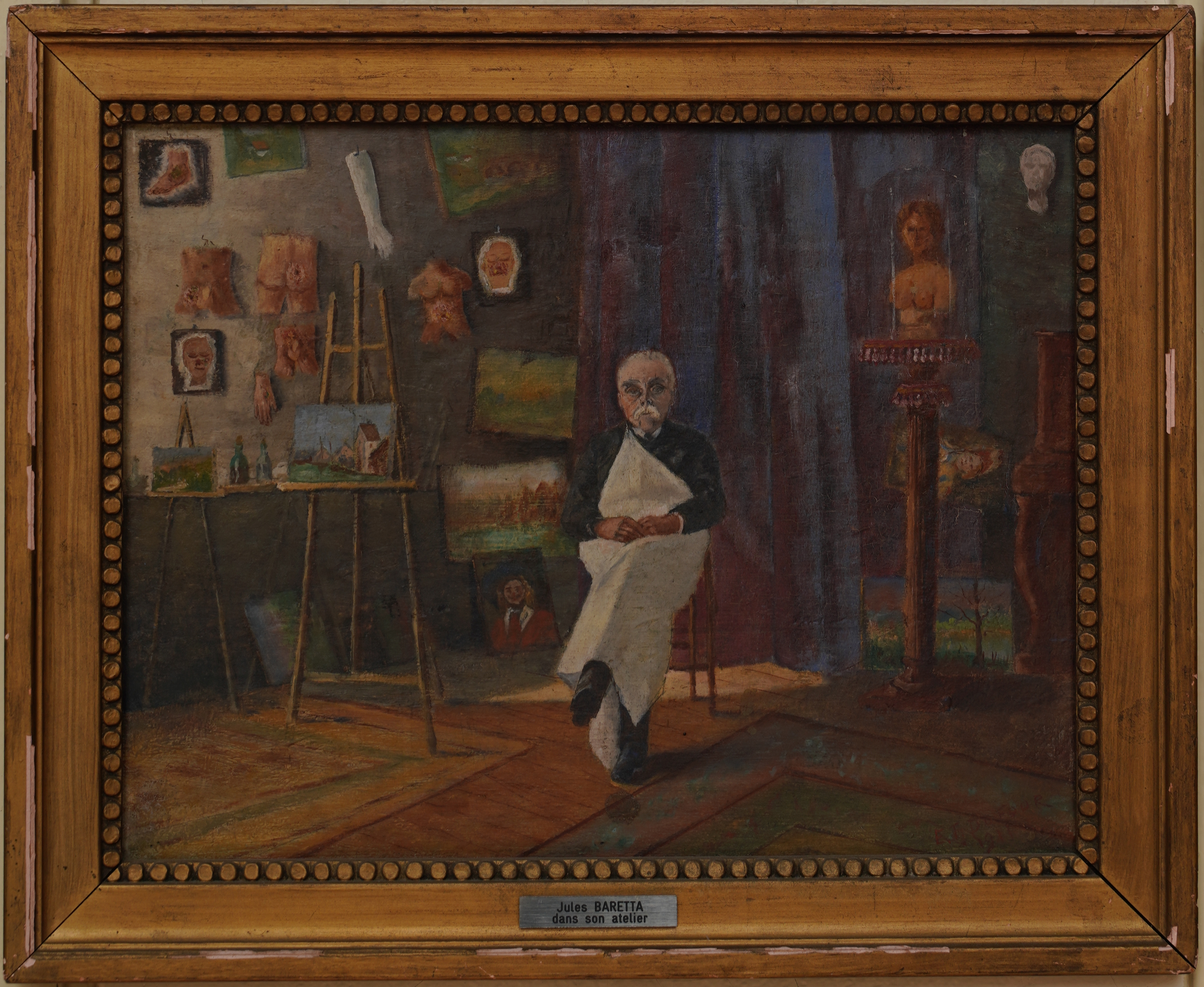
Jules Baretta dans son atelier.
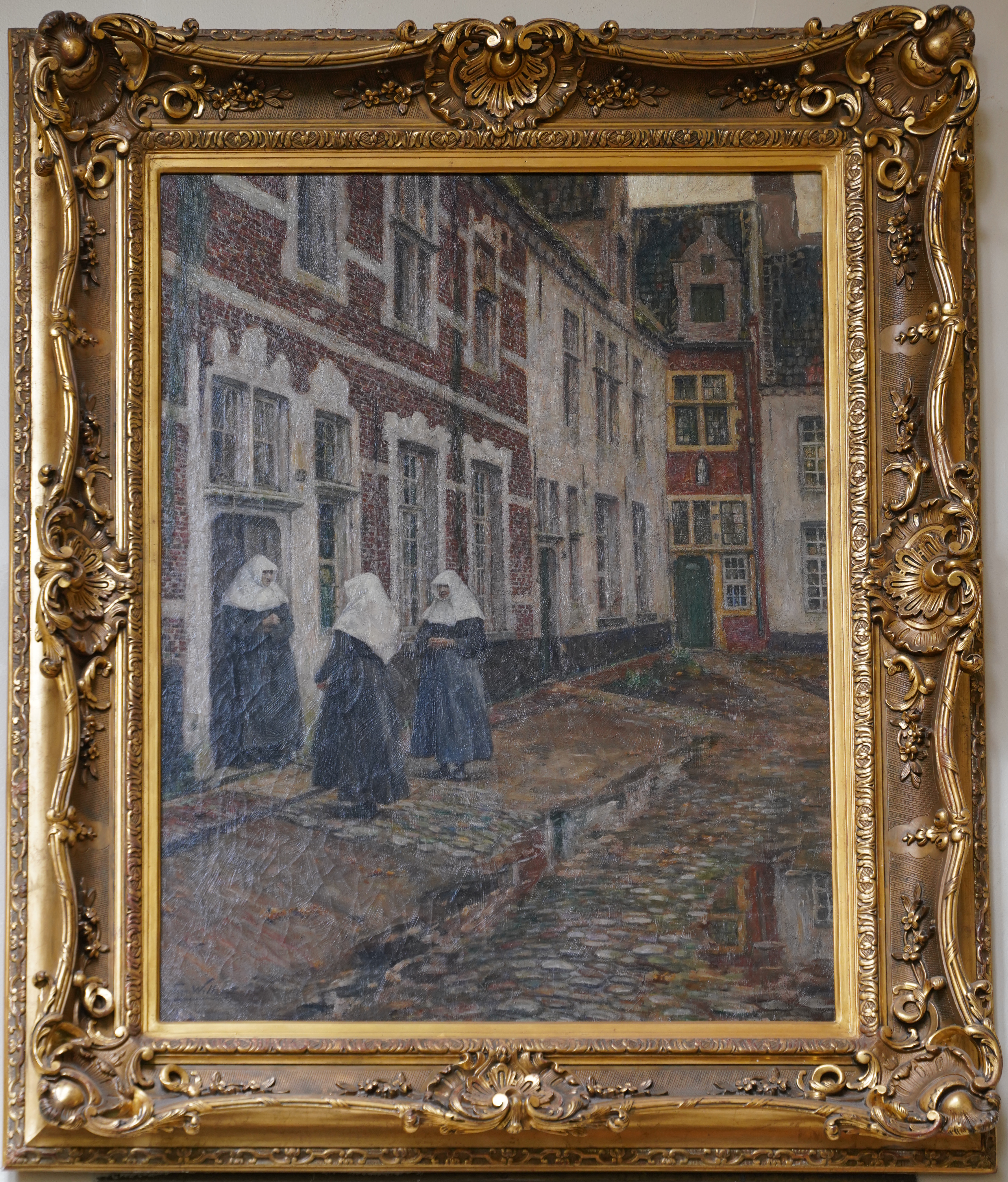
Tableau de moniales dans l'escalier.